# 姆特瓦拉机场
姆特瓦拉机场，坦桑尼亚南部姆特瓦拉区的一个飞机场，主要服务于该区首府城市姆特瓦拉。

## 概述
姆特瓦拉机场位于姆特瓦拉镇以南8（5.0英里），平均海拔113m，建有双跑道，其中较长的一条是沥青路面，长2259米，宽30米。

## 航空公司和目的地
| 航空公司     | 目的地               |
| ------------ | -------------------- |
| 坦桑尼亞航空 | 达累斯萨拉姆         |
| 精密航空     | 达累斯萨拉姆、基戈馬 |

## 事故
- 1975年8月27日: 东非航空公司（英语：East African Airways）的道格拉斯C-47B型5Y-AAF号运输机在一次定期客运航班的着陆事故中受损报废，机上19人全部生还[7]。